# Вільясека-де-Уседа
Вільясека-де-Уседа (ісп. Villaseca de Uceda) — муніципалітет в Іспанії, у складі автономної спільноти Кастилія-Ла-Манча, у провінції Гвадалахара. Населення — 64 особи (2010).
Муніципалітет розташований на відстані близько 55 км на північний схід від Мадрида, 25 км на північний захід від Гвадалахари.

## Демографія
Динаміка населення (INE ):